# Saint-Bonnet-de-Cray
Saint-Bonnet-de-Cray ist eine französische Gemeinde mit 508 Einwohnern (Stand 1. Januar 2022) im Département Saône-et-Loire in der Region Bourgogne-Franche-Comté.

## Lage
Saint-Bonnet-de-Cray liegt in einer Höhe von etwa 410 m ü. d. M. in der alten Kulturlandschaft des Brionnais im Süden Burgunds. Das Gemeindegebiet wird vom Fluss Bezo durchquert. Der Ort befindet sich etwa 35 Kilometer (Fahrtstrecke) südlich von Paray-le-Monial bzw. etwa 27 Kilometer nördlich von Roanne. Die sehenswerten Orte Anzy-le-Duc, Marcigny, Semur-en-Brionnais, Saint-Julien-de-Jonzy, Charlieu und Iguerande befinden sich allesamt im Umkreis von etwa 10–20 Kilometern.

## Bevölkerungsentwicklung
| Jahr      | 1962 | 1968 | 1975 | 1982 | 1990 | 1999 | 2006 | 2020 |
| Einwohner | 346  | 405  | 383  | 375  | 392  | 438  | 409  | 494  |

Im 19. Jahrhundert hatte der Ort lange Zeit über 800 Einwohner.

## Wirtschaft
Die hügelige Umgebung von Saint-Bonnet-de-Cray war stets in hohem Maße landwirtschaftlich geprägt, wobei der bis ins 19. Jahrhundert hinein betriebene Weinbau nach der Reblauskrise gänzlich aufgegeben wurde. Heute spielt die Zucht von Charolais-Rindern eine größere Rolle. Der Ort selbst blieb bis ins frühe 20. Jahrhundert hinein das Handwerks-, Handels- und Dienstleistungszentrum für die Weiler und Einzelgehöfte der Umgebung.

## Sehenswürdigkeiten
- Die romanische Pfarrkirche Saint-Bonnet war wohl schon immer dreischiffig, aber – nach Zerstörungen während der Hugenottenkriege (1562–1598) – stammt die heutige Anlage im Wesentlichen aus dem 17. Jahrhundert. Apsis, Vorchorjoch und Vierungsturm haben die Zerstörungen nahezu schadlos überstanden. Ausgesprochen reich gestaltet ist das Innere der Apsis mit eingestellten Säulen und vorgelegten kannelierten Pilastern im Bereich der Fenstereinfassungen in bester cluniazensischer Tradition. Die vegetabilisch-abstrakten Kapitelle im Chorbereich gehören zu den schönsten und ausgereiftesten ihrer Art in Burgund. In der Vierung leiten kleine Trompen in einen oktogonalen Querschnitt über der in einer ungegliederten und verputzten Kuppel endet. Das Gemälde in der Apsiskalotte stammt aus dem 17. Jahrhundert und zeigt das Emmausmahl. Die Ostteile der Kirche sind seit 1922 als Monument historique klassifiziert.[1]
- Drei Herrensitze (manoirs) stehen in der Umgebung des Ortes: Château de Malfarat, Château du Pallier und Château de Vermont; sie befinden sich in Privatbesitz und dienen teilweise als Hotel.